# Портовик (Маріуполь)
Футбольний клуб «Портовик» Маріуполь — український аматорський футбольний клуб з Маріуполя Донецької області, заснований у 2004 році. Виступає у Чемпіонаті та Кубку Запорізької області. Домашні матчі приймає на спортивному комплексі «Портовик» у Маріуполі.

## Досягнення
- Чемпіонат Донецької області
  - Чемпіон: 2006
  - Срібний призер: 2009
- Чемпіонат Запорізької області
  - Бронзовий призер: 2017, 2018, 2019
- Кубок Донецької області
  - Фіналіст: 2005, 2009
- Суперкубок Донецької області
  - Володар: 2006.